# Karnity
Karnity (deutsch Groß Karnitten, 1928 bis 1945 Karnitten) ist eine polnische Ortschaft im ehemaligen Ostpreußen, die in der Woiwodschaft Ermland-Masuren als Schulzenamt zur Gemeinde Miłomłyn (Liebemühl)  gehört.

## Geografie
Karnity liegt im Norden der Pojezierze Iławskie (deutsch Eylauer Seenplatte), 22 Kilometer südwestlich der einstigen Kreisstadt Mohrungen (polnisch Morąg) bzw. 14 Kilometer nordwestlich der heutigen Kreismetropole Ostróda (deutsch Osterode in Ostpreußen). 

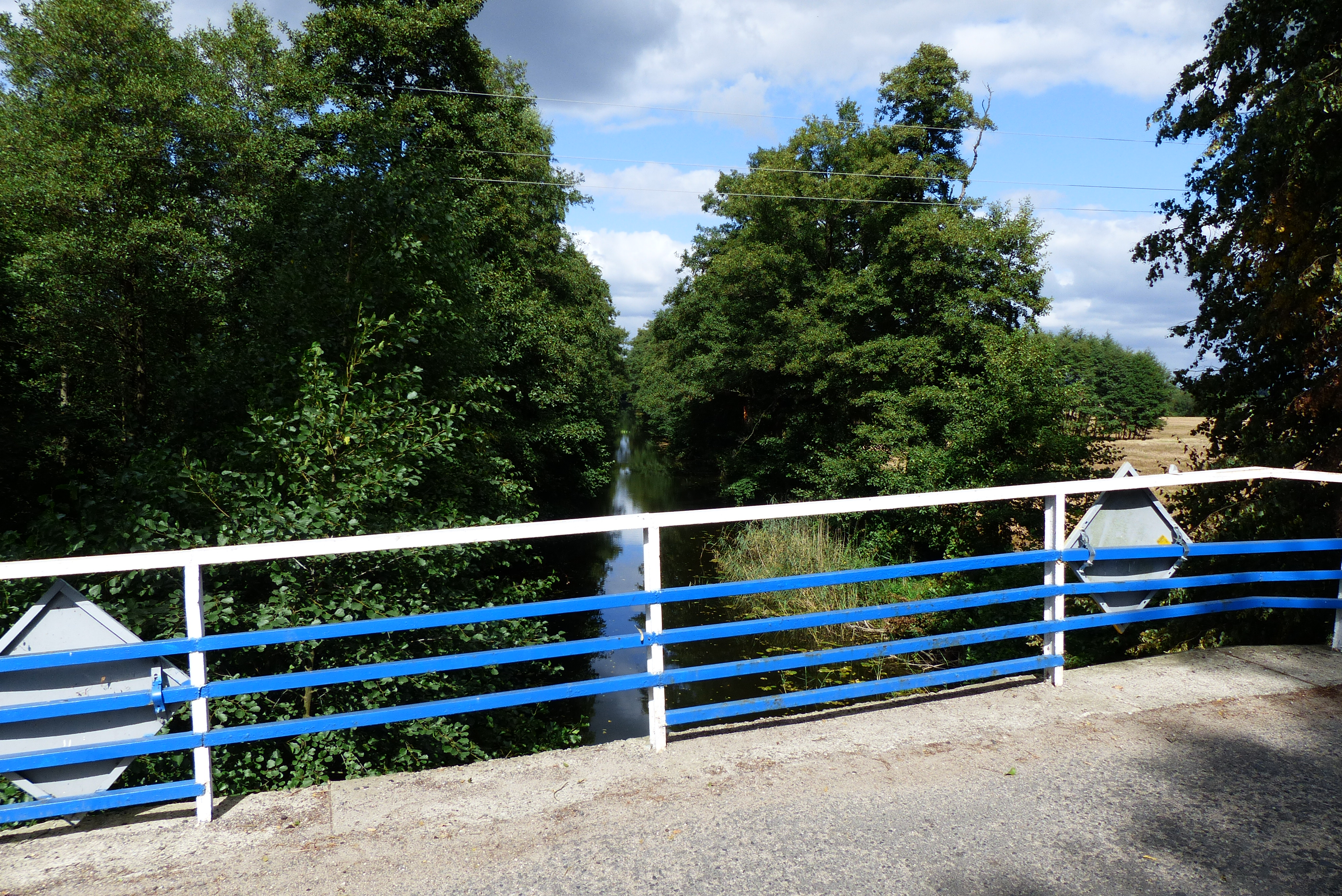
Brücke über den Oberländischen Kanal (hier polnisch: Kanał Iławski)

Der Ort besteht aus zwei Siedlungen (bis 1928: Groß~ und Klein Karnitten), die durch ein Waldgebiet getrennt, 1,3 km auseinander liegen. Das ehemalige Groß Karnitten liegt am Jezioro Karnickie (deutsch Abiskar-See), der durch einen Damm vom Oberländischen Kanal geteilt wird. Der westlich gelegene kleinere Ortsteil, ehemals Klein Karnitten, liegt am Jezioro Kocioł (deutsch Kesselsee), der mit 0,8 km² nur etwa halb so groß wie der Abiskar-See (1,5 km²) ist. Während nördlich von Karnity Wald- und Heidelandschaft dominieren, ist der Süden von landwirtschaftlichen Flächen geprägt.

## Geschichte

### Ortsgeschichte
Die Geschichte führt zurück in das 14. Jahrhundert, als im Zusammenhang mit der Belehnung von Groß Gottswalde (heute Bożęcin) 1347 der Ort Carnithe (nach 1347 Carnityn) erwähnt wurde. Bei diesem handelt es sich um das spätere Vorwerk Groß Karnitten, das als deutsche Siedlung angelegt wurde. Erst später entstand das Vorwerk Klein Karnitten. Ob beide Vorwerke von Beginn an denselben Eigentümer gehörten, ist nicht mehr zu ermitteln. Erst 1928 erfolgte die Vereinigung zur Landgemeinde Karnitten. Karnitten lag zunächst im Einflussbereich des Deutschen Ordens. Dieser belehnte nach dem Dreizehnjährigen Krieg 1470 den schlesischen Söldnerführer Hans von Schöneich mit Karnitten als Entgelt für seine geleisteten Kriegsdienste. Da er seinen Gutssitz im benachbarten Schnellwalde ausbaute, wurde Karnitten zum Vorwerk. Das auf Klein Karnitten von der Familie von Schöneich erbaute Gutshaus brannte 1635 während des Dreißigjährigen Krieges ab. Das Schnellwalder Gut samt Karnitten war über dreihundert Jahre im Besitz der Familie von Schöneich. 
1815 erwarb der aus Riga stammende Baron von Albedyhll zusammen mit drei weiteren Gütern die Karnitter Anteile. Zu dieser Zeit waren bereits die administrativ eigenständigen Gutsbezirke Groß und Klein Karnitten nachgewiesen, die nun zum Königreich Preußen gehörten. 1856 wurde in Klein Karnitten ein neues Herrenhaus errichtet. Im Zuge der preußischen Kreisordnung wurde am 30. Juli 1874 der Amtsbezirk Karnitten eingerichtet, zu dem neben den beiden Gutsbezirken Karnitten auch die Landgemeinde Schnellwalde gehörte. Zum ersten Amtsvorsteher wurde der Freiherr von Albedyll berufen. 1910 hatten Groß Karnitten 108 und Klein Karnitten 82 Einwohner.
Letzte Erbin der Familie von Albedyll war Christa Freiin von Albedyhll. Sie heiratete 1926 Hans Arnold von Günther, der danach Gutsherr auf Karnitten wurde. Am 30. September 1928 wurden die Gutsbezirke aufgehoben und mit zwei weiteren Orten die Landgemeinde Karnitten gegründet, die 1933 über 190 Einwohner und 1939 sogar über 338 Einwohner verfügte. 1932 wurde die Ehe von Günther geschieden und Hans Arnold ging eine neue Ehe mit der Berlinerin Herta von Oven ein. Da das Gut in wirtschaftliche Schwierigkeiten geriet, musste das Herrenhaus an die Stadt Mohrungen verkauft werden. Die Eheleute von Günther zogen sich auf den Wirtschaftshof in Groß Karnitten zurück. Gegen Ende des Zweiten Weltkriegs begaben sie sich zu spät auf die Flucht vor der Roten Armee, sodass sie in der Nähe von Preußisch Holland von der Front eingeholt wurden. Daraufhin erschossen sich beide am 23. Januar 1945 auf Gut Klein Marwitz. Noch 1945 kam Karnitten unter polnische Verwaltung und wurde in Karnity umbenannt.

### Amtsbezirk Karnitten (1874–1945)
Am 30. Juli 1874 wurde der Amtsbezirk Karnitten im Kreis Mohrungen im Regierungsbezirk Königsberg in der preußischen Provinz Ostpreußen errichtet. Eingegliedert waren die Orte:
| Deutscher Name             | Polnischer Name | Anmerkungen                                                                        |
| -------------------------- | --------------- | ---------------------------------------------------------------------------------- |
| Schnellwalde, Landgemeinde | Boreczno        |                                                                                    |
| Schnellwalde, Gutsbezirk   |                 | 1928 in die Landgemeinde Schnellwalde eingegliedert                                |
| Groß Karnitten             | Karnity         | ab 1928: „Karnitten“ (ohne Zusatz)                                                 |
| ab 1882: Dittersdorf       | Wielowieś       | bis 1882: Amtsbezirk Dittersdorf                                                   |
| ab 1882: Schönaich         | Dębinka         | bis 1882: Amtsbezirk Dittersdorf                                                   |
| ab 1882: Skulten           | Skułty          | bis 1882: Amtsbezirk Dittersdorf, 1929 in die Landgemeinde Schönaich eingegliedert |
| ab 1908: Klein Karnitten   | Karnitki        | 1928 in die Landgemeinde Karnitten eingegliedert                                   |
| ab 1908: Nosewitz          | Mozgowo         | 1928 in die Landgemeinde Karnitten eingegliedert                                   |

Am 1. Januar 1945 waren nur noch die vier Gemeinden Dittersdorf, Karnitten, Schnellwalde und Schönaich in der Amtsbezirk Karnitten eingegliedert.

## Schloss Karnitten

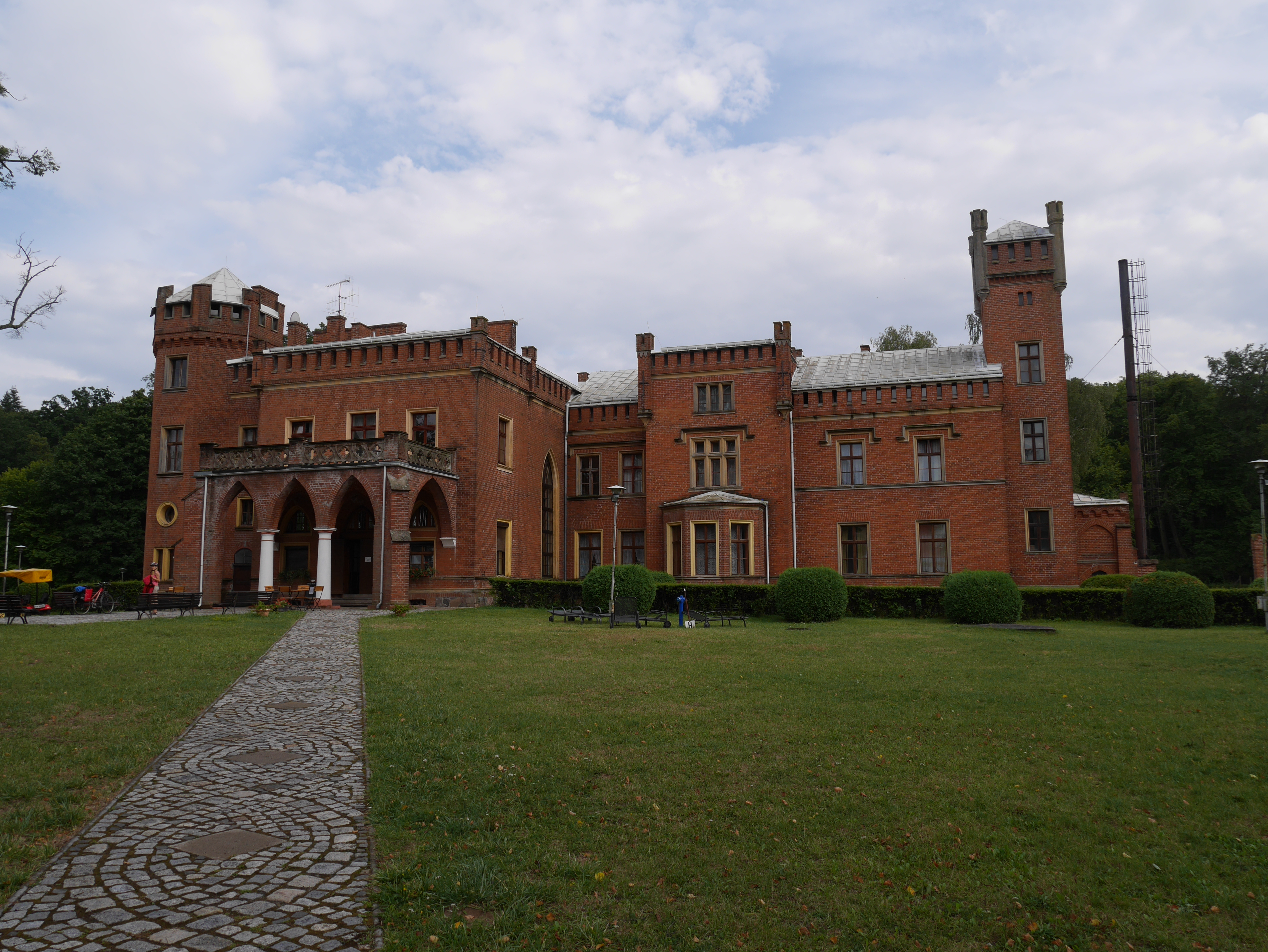
Schloss Karnity 2014

Bereits vor dem Dreißigjährigen Krieg hatte in Karnitten ein Gutshaus gestanden, es brannte jedoch während des Krieges ab. 1856 veranlasste der Karnitter Gutsherr von Albedyhll den Neubau eines Herrenhauses in Klein Karnitten (polnisch Karnitki). Es entstand ein reizvolles romantisches Ensemble im Tudorstil am Ufer des Kesselsees inmitten eines 17 Hektar großen Parks. 
Das Haus besteht aus mehreren ineinander verschachtelten Gebäudeteilen. Sie sind mit Feldsteinen untermauert und darüber aus roten Klinkern hochgezogen. Die drei stufenförmig angeordneten Hauptteile des Hauses werden östlich und westlich von zwei Türmen flankiert, der westliche auf achteckigem, der östlich auf quadratischem Grundriss. Alle Außenmauern sind zinnenbekrönt und flachgedeckt. Der Südfront ist eine offene Eingangshalle mit Spitzbogendurchlässen und einer durchbrochenen Balustrade angefügt. Im Innern sind die Holzverkleidungen, Balkendecken und Kamine der Repräsentationsräume erhalten geblieben. 
Nachdem die Stadt Mohrungen Anfang der 1930er Jahre das Herrenhaus erworben hatte, wurde es bis zum Ende des Zweiten Weltkrieges als Jugendheim genutzt. Danach wurde es dem Warschauer Traktorenwerk Ursus S.A. überlassen, das in dem Gebäude ein Erholungsheim und eine Tagungsstätte einrichtete. 1995 erwarb die Firma Mistral das Anwesen und baute das ehemalige Herrenhaus in das „Schloß Hotel Karnity“ um.

## Kirche
Bis 1945 war (Groß) Karnitten in die evangelische Kirche Schnellwalde (polnisch Boreczno) in der Kirchenprovinz Ostpreußen der Kirche der Altpreußischen Union, außerdem in die römisch-katholische Kirche Mohrungen (polnisch Morąg) eingepfarrt. 
Heute gehört Karnity katholischerseits zur Pfarrei Boreczno im Bistum Elbląg, evangelischerseits zur Kirche Ostróda in der Diözese Masuren der Evangelisch-Augsburgischen Kirche in Polen.

## Verkehr

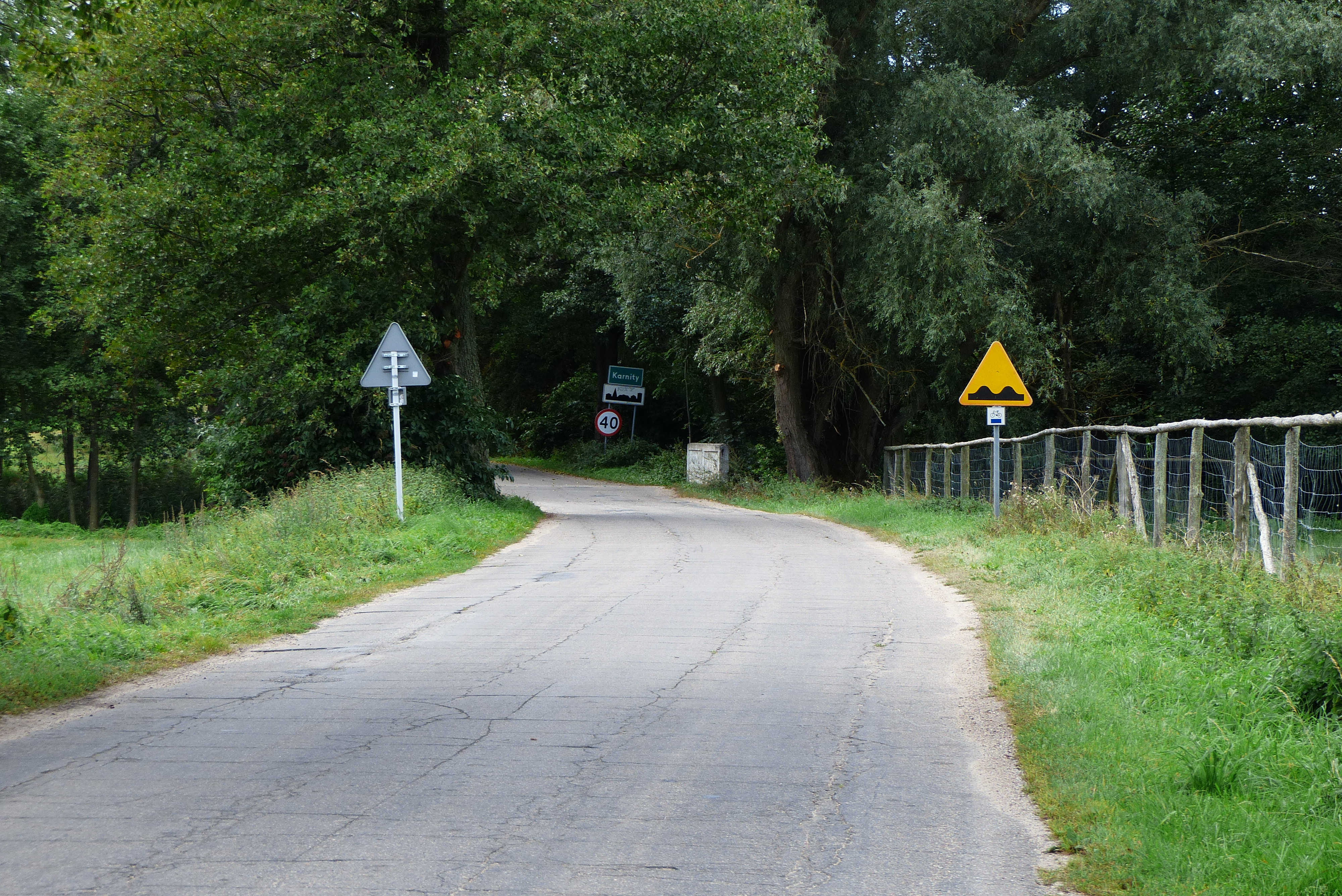
Ortseinfahrt Karnity

Karnity ist über eine Nebenstraße zu erreichen, die von Boreczno (Schnellwalde) nach Mozgowo (Nosewitz) führt. 
Ein Bahnanschluss besteht nicht.

## Persönlichkeit

### Aus dem Ort gebürtig
- Emil Friedrich Knoblauch (1864–1936), deutscher Botaniker